# Первая битва за Гродно (1920)
Пе́рвая би́тва за Гро́дно — вооружённый конфликт (битва), состоявшийся 19—20 июля 1920 года близ города Гродно, тогда находившегося в одноимённом повете Белостокского воеводства, между Российской Социалистической Федеративной Советской Республикой и Польской Республикой в ходе советско-польской войны.

## Предыстория

### Цели Польши в войне
Основной целью Польши в советско-польской войне являлось восстановление её территорий в границах Речи Посполитой на 1772 год, то есть, установление контроля над Социалистической Советской Республикой Белоруссия, Украинской Советской Социалистической Республикой и Литовской Республикой, а также геополитическое доминирование в Восточной Европе.
Начальник государства Польского Юзеф Клеменс Пилсудский имел целью «замкнуть Россию в пределах границ XVI века», «отрезать её от Чёрного и Балтийского морей», «лишить земельных и ископаемых богатств юга и юго-востока» и «перевести её в состояние второсортной державы, неспособной угрожать новообретённой независимости Польши». В свою очередь, Польшу после войны он представлял, как «самое большое и сильное из новых государств», которое «могло бы легко обеспечить себе сферу влияния, которая простиралась бы от Финляндии до Кавказских гор».

### Образование советско-польского фронта
19 декабря 1918 года польское правительство приказало своим войскам занять город Вильно, а 21 декабря была создана Временная комиссия управления округом Средней Литвы.
Первое вооружённое столкновение между РСФСР и Польшей произошло 6 января 1919 года, когда советские войска выбили польский гарнизон из Вильно. 16 февраля власти ССРБ предложили польскому правительству определить границы государств, однако последнее проигнорировало это предложение.
Однако, Польша не могла оказать существенной поддержки своим войскам на востоке, так как была втянута в пограничный конфликт с Чехословацкой Республикой и вела подготовку к конфликту с Германским государством за Силезию (тем более, что в западных районах Польши до сих пор находились немецкие войска).
Только после вмешательства Антанты, 5 февраля, был заключён договор, по условиям которого немецкая армия обязывалась пропустить продвижение польских войск на восток. В результате, 4 февраля поляки заняли Ковель, 9 февраля вступили в Брест-Литовск, а 19 февраля вошли в оставленный немцами Белосток. Примерно в это же время польской армией были ликвидированы администрации провозглашённой Украинской Народной Республики на Холмщине, в Жабинке, Кобрине и Владимире-Волынском.
9—14 февраля немцы пропустили поляков на линию Неман—Зельвянка—Ружанка—Пружаны—Кобрин.

### Наступление поляков на Белоруссию

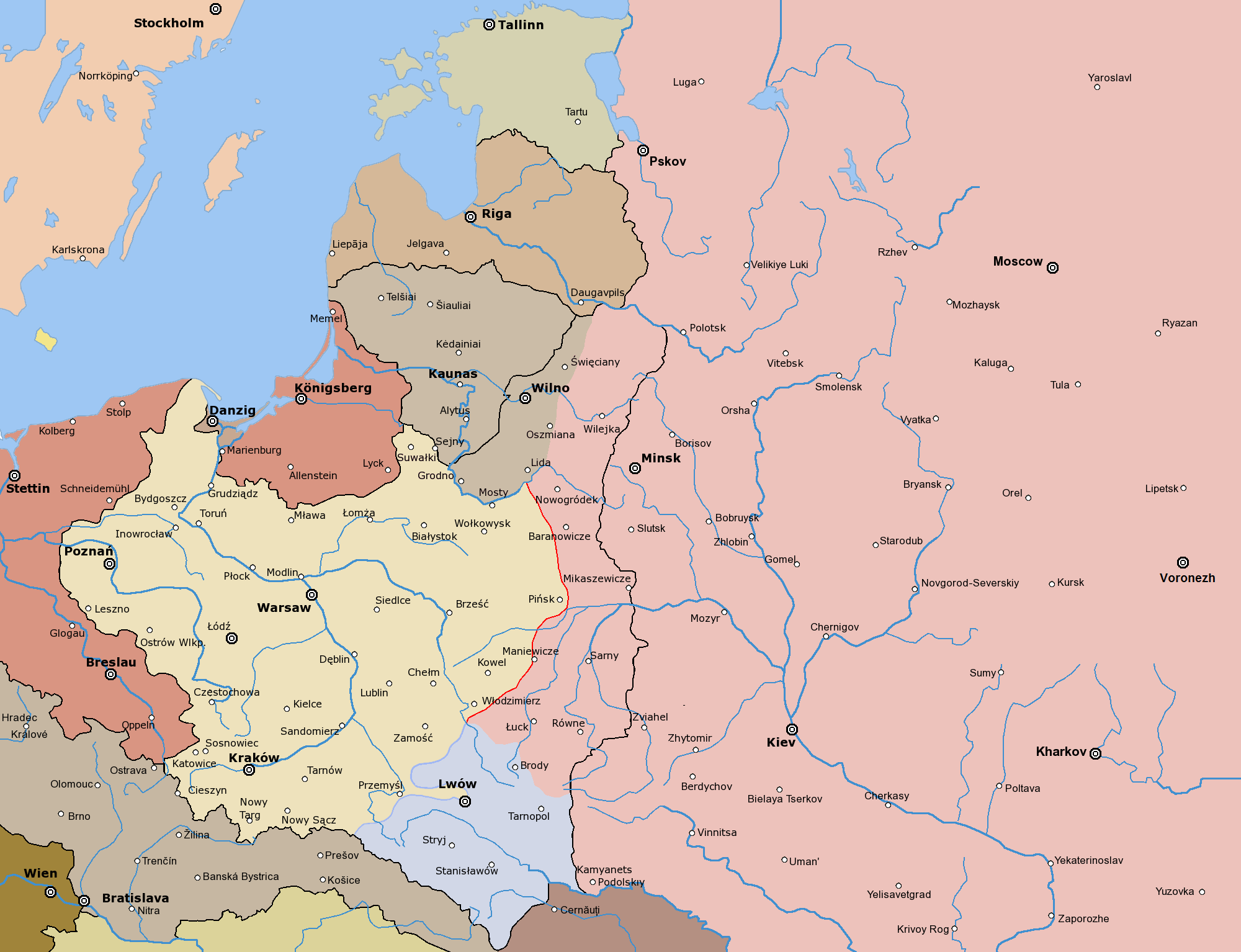
Фронт советско-польской войны в марте 1919 года.

Наступление поляков в 1919 году.

В конце февраля польская армия форсировала реку Неман и начала наступление на территорию ССРБ. Под командованием генерала брони Станислава Шептицкого поляки продвигались на восток, получая подкрепления с запада: 28 апреля был занят и город Гродно, также оставленный немцами. В мае—июле поляки получили 70-тысячное подкрепление под командованием генерала брони Юзефа Халлера, прибывшее из Французской Республики. В это же время поляки получают контроль над Западной Украиной: 25 июня Совет, состоящий из Её Величества главного государственного секретаря по иностранным делам и международному развитию, министра иностранных дел Франции, секретаря иностранных дел Соединённых Штатов Америки и министра иностранных дел Италии, уполномочил Польшу оккупировать Восточную Галицию до реки Збруч.
К 17 июля Восточная Галиция была полностью занята польскими войсками, а администрация провозглашённой Западно-Украинской Народной Республики ликвидирована.
В августе польская армия продолжила наступление, её главной целью было взятие Минска. 8 августа, после шестичасового боя, город был взят. 29 августа, несмотря на упорной сопротивление советских войск, был взят Бобруйск. В октябре советы предприняли отбить город у поляков, однако безуспешно. После этого боевые действия начали затихать, было подписано перемирие до конца года. Это было связано с нежеланием Антанты и генерал-лейтенанта, командующего Вооружёнными силами Юга России Антона Ивановича Деникина поддерживать Польшу в дальнейшей её экспансии.

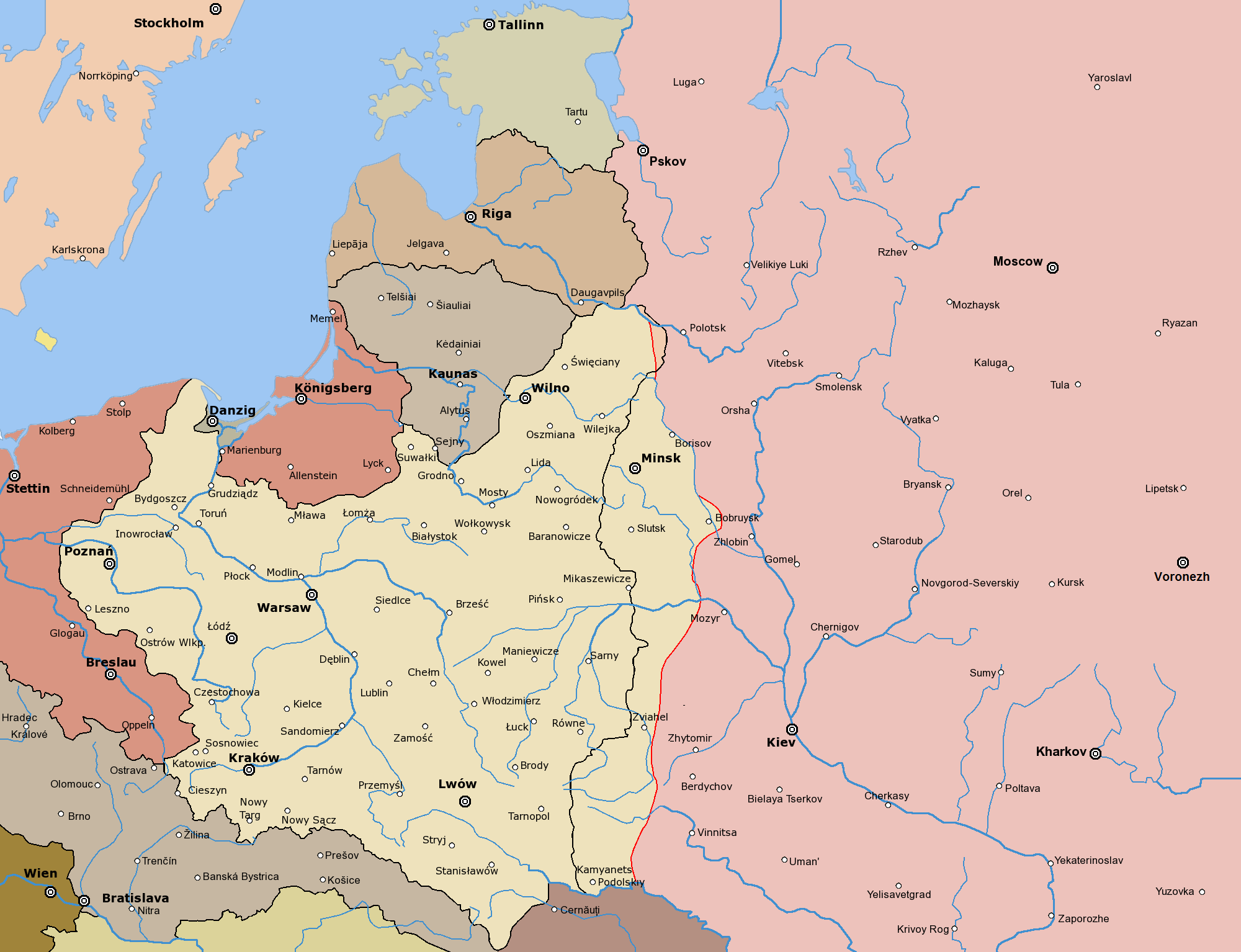
Фронт советско-польской войны в декабре 1919 года.

### Дипломатическая борьба
В октябре прошли очередные польско-советские переговоры. Причиной, по которой Польша пошла на них, стали успехи ВСЮР под командованием Деникина: на пути к Москве он сумел взять Курск и Орёл. Пилсудский отметил, что поддержка Белого движения не входила в планы Польши. Его мнение высказал уполномоченный на переговорах Игнацы Август Бёрнер главе Временного революционного комитета Польши Юлиану-Бальтазару Юзефовичу Мархлевскому. Результатом переговоров стал переброс элитных советских латышских стрелков с Польского на Южный фронт Рабоче-крестьянской Красной Армии и, как следствие, победа красных над Деникиным в Орловско-Кромском сражении.
Позиции Антанты и Деникина на счёт восточной границы Польши совпадали, поэтому 8 декабря была оглашена Декларация о восточной границе Польши, устанавливающая так называемую линию Керзона, совпадающей с этническим проживанием поляков.

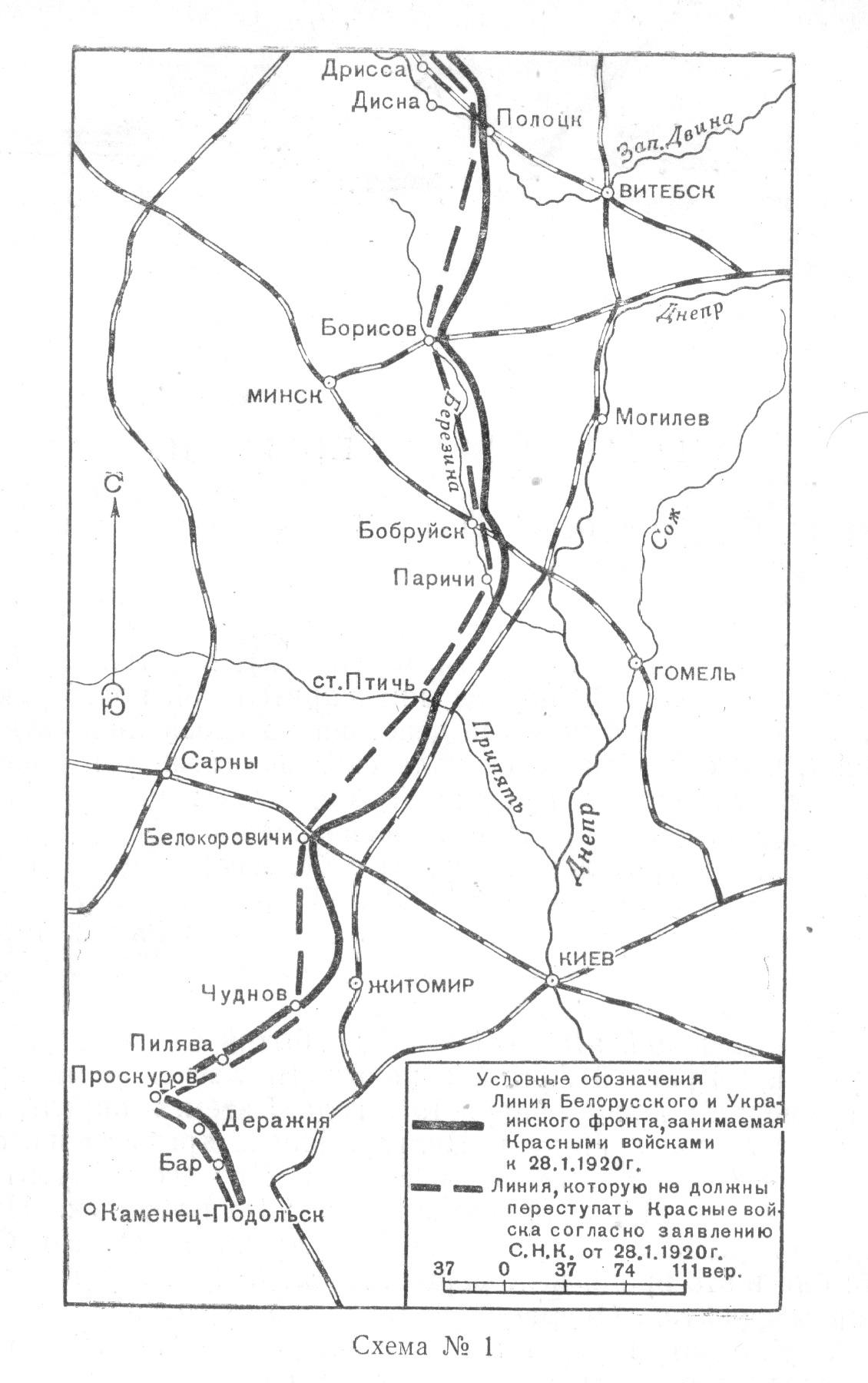
Фронт советско-польской войны 28 января 1920 года.

28 января 1920 года Совет народных комиссаров РСФСР опубликовал «обращение к правительству и народу Польши», в котором заявлял, что РСФСР признаёт независимость и суверенитет Польши, части РККА не будут переходить существующую линию фронта, РСФСР не будет заключать межгосударственные договоры, направленные против Польши и будет решать все двусторонних отношений мирно и с помощью соглашений.
28 февраля Политическое бюро Центрального комитета Российской коммунистической партии (большевиков) приняло решение поручить Карлу Бернгардовичу Радеку руководить всей печатной агитацией и ознакомить общественность с позициями РСФСР и Польши таким образом, чтобы вероятная война с Польшей была воспринята как советским, так и польским обществом, как «нападение империалистской Польши в угоду Антанте на желающую мира Советскую Россию».
Несмотря на заключённое перемирие, польские войска продолжила наступление. 19 марта польское правительство объявило предварительные условия мирного договора с РСФСР, среди них значились «проведение свободных и демократических выборов», а также признание независимости всех государств, являвшихся частью Российской империи, но на данный момент являющихся фактически независимыми. 27 марта Польша дала согласие на проведение переговоров в Борисове, однако без прекращения военных действий на других участках фронта.
Параллельно наступая на Белоруссию, польское правительство готовилось к вторжению и на Украину. 22 апреля был подписан политический договор, а 24-го — секретная военная конвенция с Директорией УНР во главе с Симоном Васильевичем Петлюрой.

### Наступление поляков на Украину
25 апреля поляки атаковали позиции РККА по всей украинской границе. 26 апреля польские войска заняли Житомир, 27-го части 59-го пехотного полка прорвали пять оборонительных рубежей Бердичева и захватила город, а 1-я кавалерийская дивизия заняла Казатин — важный железнодорожный узел. Южнее, войска 6-й армии заняли Винницу, Бар и Жмеринку. Севернее, польская армия захватила Чернобыль и подошла к Днепру около устья Припяти. В результате стремительной польской атаки, 12-я армия РККА была рассеяна и частично дезорганизована, однако не понесла значительных потерь, так как большая часть её войск успела отойти на восток до начала атаки поляков.
28 апреля польская армия разгромила 1-ю Сечевую стрелковую бригаду, вышла на линию Чернобыль—Казатин—Винница—Румыния и 90 километров шла в сторону Киева, не встречая никакого сопротивления. Комкор, командующий 12-й армией Сергей Александрович Меженинов старался не попадать в прямое столкновение с польскими войсками и уводил дивизию вглубь страны.
29 апреля комкор, командующий Западным фронтом Владимир Михайлович Гиттис был снят с должности, на его место был назначен Михаил Николаевич Тухачевский, показавший себя в боях с войсками Деникина и Верховного правителя России Александра Васильевича Колчака. Для более эффективного управления войсками, из Западного фронта был выделен Юго-Западный фронт, командующим которого стал Александр Ильич Егоров, однако в Военный совет фронта входил Иосиф Виссарионович Сталин и, благодаря своему высокому партийному положению, стратегические решения по вопросам действий фронта принимал именно он. Сталин не был согласен с идеей «мировой революции» Владимира Ильича Ленина и, вместо того, чтобы двумя фронтами идти на Варшаву, а затем — на Берлин, он решил освободить Волынь и Галицию, в которых проживало значительное количество этнических украинцев. В результате, оба фронта начали наступление на Львов.

### Наступление РККА весной—летом 1920 года
3 апреля 1-я конная армия под командованием Семёна Михайловича Будённого, включённая в состав новосозданного Юго-Западного фронта, вышла из Майкопа, затем разгромила отряды Вольной территории под командованием Нестора Ивановича Махно, 6 мая переправилась через Днепр в районе Екатеринослава. В Умани все армейские части сконцентрировались, и 27 мая 1-я конная армия атаковала Казатин, защитниками которого были подразделения польской 13-й пограничной дивизии пехоты под командованием полковника Францишека Паулика. После нескольких неудачных попыток, 5 июня Будённый прорвал фронт под Самгородком и устремился в наступление в тылу польской армии.

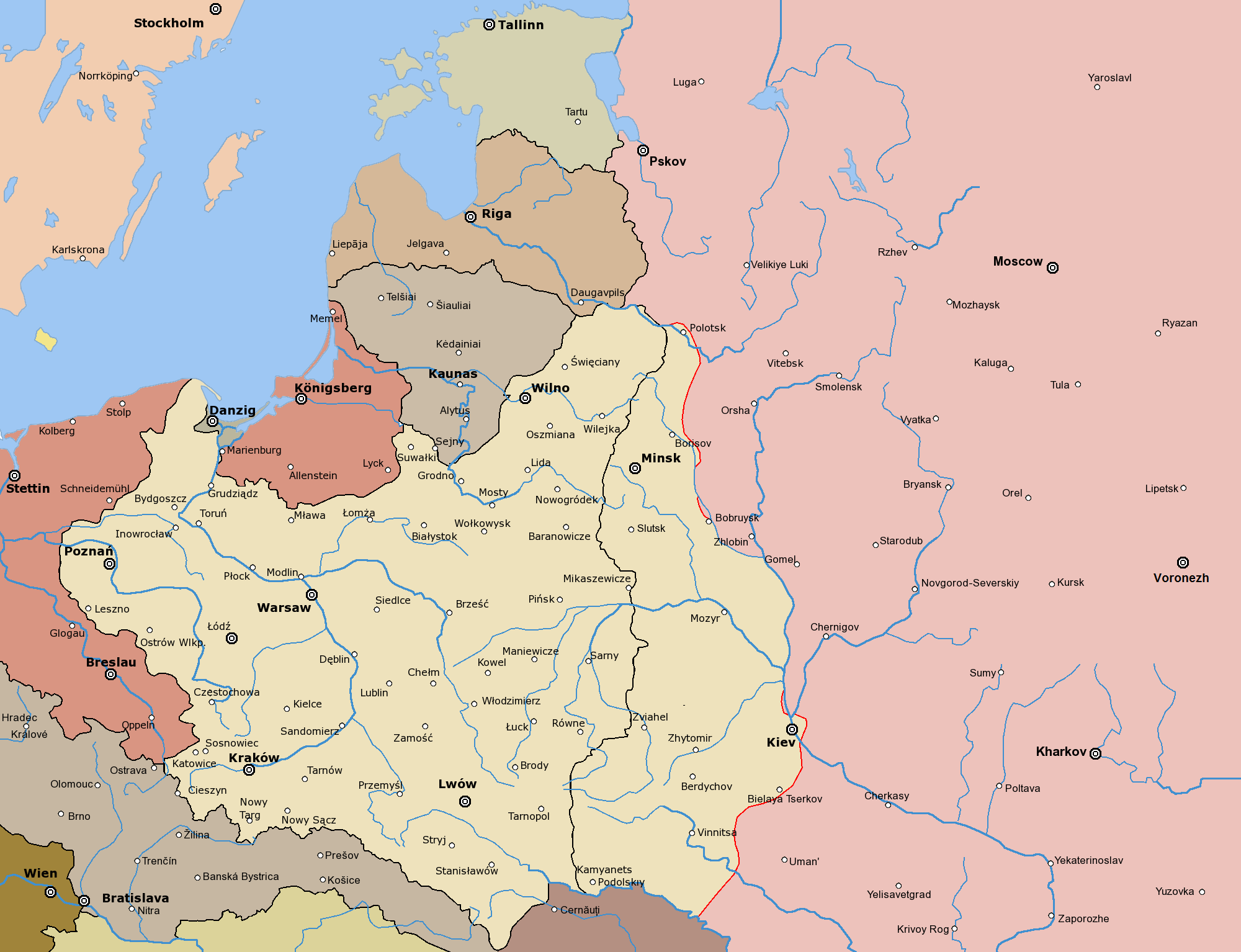
Фронт советско-польской войны в июне 1920 года.

10 июня польская 3-я армия оставила Киев, ввиду угрозы со стороны Будённого, и отправилась в Мазовию. Все попытки Егорова помешать её отступлению окончились провалом: атаковавшие её части, в том числе и две дивизии 1-й конной армии, были потрёпаны поляками и отброшены.

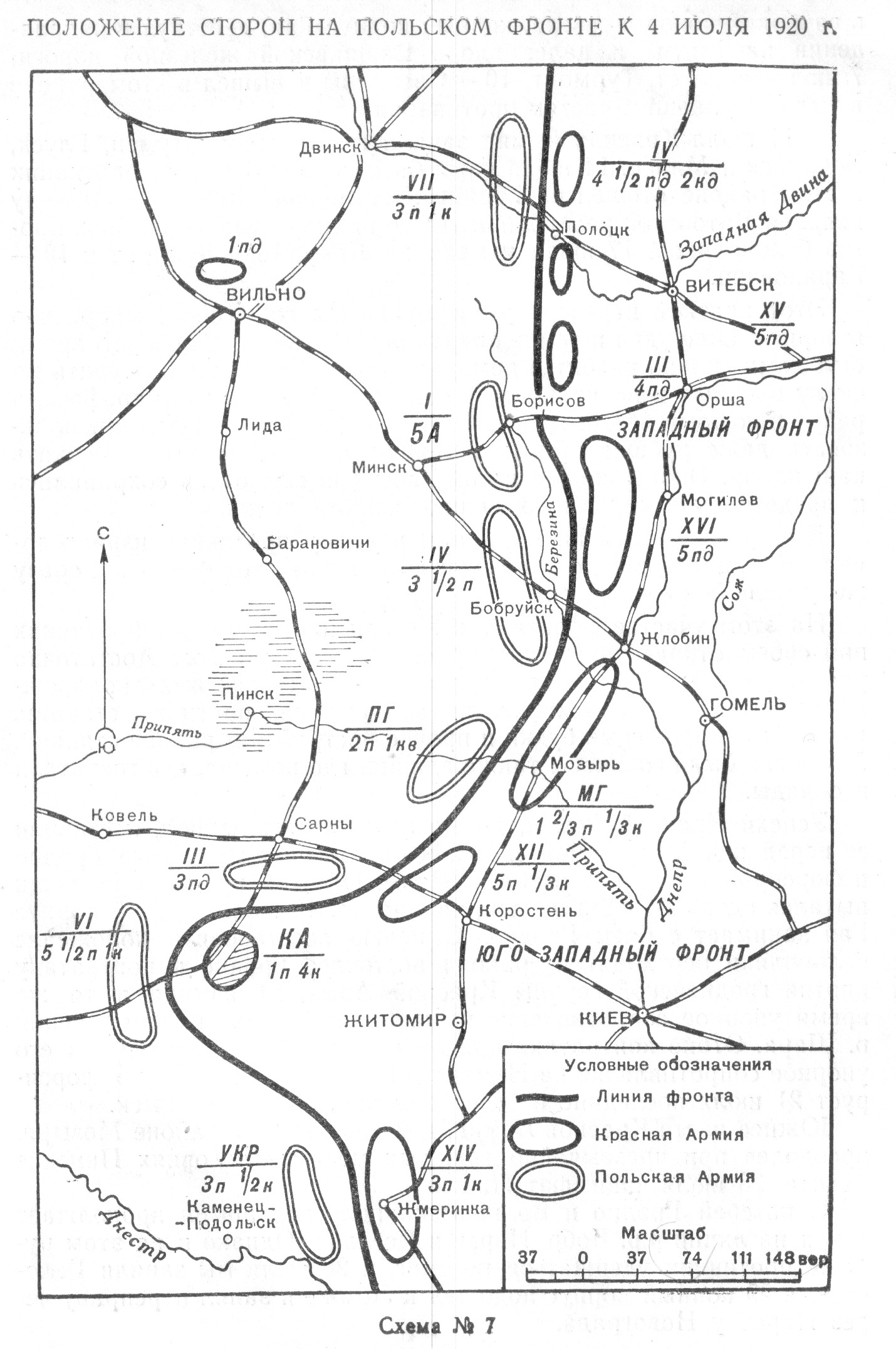
Фронт советско-польской войны 4 июля 1920 года.

4 июля ударная группировка Западного фронта также перешла в наступление. 4-я армия прорвала польскую линию укреплений, 3-й корпус, введённый в прорыв, начал окружение 1-й польской армии. 15-я армия, после упорных боёв, отбросила поляков на Глубокое, и 5 июля заняла город. 3-я армия переправилась через Березину и 5 июля взяла Докшицу, а 6-го — Парафьяново.
Подразделения Западного фронта нанесли значительные потери 1-й польской армии, и польское командование не могло остановить продвижение советских войск в Белоруссию, поэтому было вынуждено приказать своим войскам отступать в направлении Лиды. Несмотря на то, что 1-ю польскую армию так и не удалось окружить, Мозырская группа наступала в направлении Глуска и Слуцка. 3-й конный корпус продвигался в глубокий тыл поляков, и 9 июля занял Свенцяны.
В ночь на 7 июля дивизии 16-й армии двинулись на Минск. Несмотря на упорное сопротивление поляков, советские войска продвигались на запад, и 9 июля взяли город Игумен. Польская армия создала вокруг Минска полукольцо из окопов с заграждениями из колючей проволоки, поэтому 27-я стрелковая дивизия обошла город с севера и юга. На рассвете, 11 июля, советские войска начали атаку и встретили ожесточённое сопротивление, однако сломили его силами 17-й и 27-й стрелковых дивизий. К полудню город был взят.
В начале июля, польское правительство обратилось за поддержкой к Верховному совету Антанты. Последний предложил Польше признать линию Керзона, на что 10 июля та согласилась, в надежде получить крайне важную поддержку запада. 11 июля автор «линии Керзона», министр иностранных дел Великобритании, Джордж Натаниэл Керзон, 1-й маркиз Керзон Кедлстонский, направил ноту на имя советского правительства с требованием прекратить наступление на расстоянии 50 километров от линии. В противном случае, по его словам, «британское правительство и его союзники сочтут себя обязанными помочь польской нации защищать своё существование всеми средствами, имеющимися в их распоряжении».
12 июля, фактически, начался новый этап наступательной операции. Главные силы РККА, сосредоточенные на правом крыле, должны были стремительно наступать, прикрываясь территориями Прибалтики и Восточной Пруссии, не давая полякам укрепиться. Пилсудский отдал приказ удержать фронт по линии Вильно—Лунинец—Стыр—Збруч ещё 9 июля. Его план заключался в том, чтобы укрепиться в прорытых немцами окопах, а затем нанести контрудар из Бреста. Однако уже к середине июля линия немецких окопов была прорвана войсками Западного фронта.

В этот же день газета «Правда» сообщала:
«Мы начали разгром белогвардейской Польши. Мы должны довести его до конца… Да здравствует Польская Советская Республика, которой сегодня нет, но которая родится завтра…»
15 июля Ленин спросил Иосифа Станиславовича Уншлихта о том, как он отнёсся бы к тому, чтобы РККА вошла в Польшу, разгромила Пилсудского и сразу же ушла, пообещав территории восточнее линии Керзона. Уншлихт согласился.
14 июля 3-й конный корпус и 164-я стрелковая бригада атаковали поляков в Вильно и через 6 часов заняли город. После этого события, армия Литовской Республики также начала вести боевые действия против Польши, однако, никак не согласовывая их с действиями РККА, поэтому между ними было проведено условное разграничение по линии Новые Троки—Ораны—Меречь—Августов. 17 июля войска 15-й армии заняли Лиду.

## География

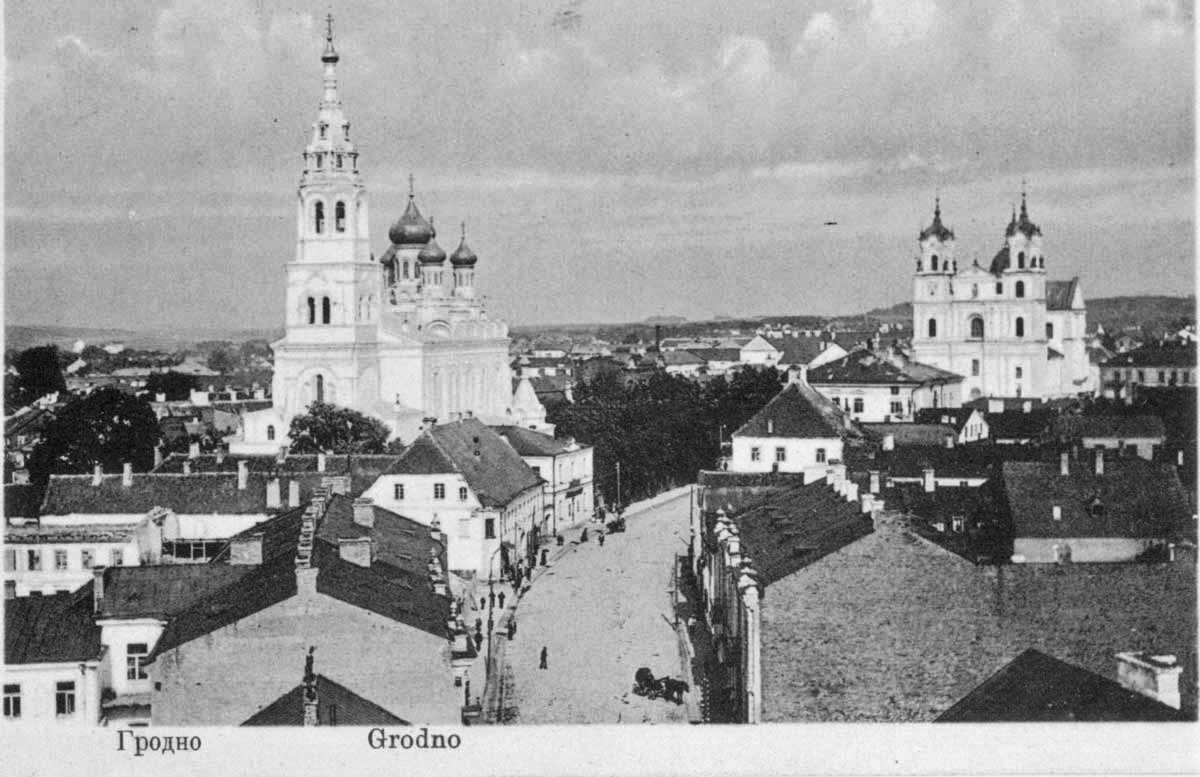
Центр Гродно на открытке 1920 года.

Гродно имел решающее значение для обеих сторон: в городе располагалась переправа через реку Неман, Гродно был важным железнодорожным узлом на Петербурго-Варшавской железной дороге. После взятия Вильно и Лиды красной армией, Гродно должен был стать осью новой оборонительной линии Польши.
Несмотря на то, что город был укреплён русской императорской армией в XIX веке, форты Гродненской крепости к началу битвы находились в аварийном состоянии, а потому не давали полякам весомого преимущества. Пилсудский позже вспоминал, что Гродно был такой же «крепостью», как «укрепления», но «без колючей проволоки» или «ураганный шквал», но «от пары сломанных пистолетов».

## Силы сторон
Войска РСФСР в битве состояли из 3-го кавалерийского корпуса под командованием комкора Гаи Дмитриевича Гая. Первоначально, 19 июля, в битве принимала участие только 15-я кавалерийская дивизия, однако позднее к ней присоединились 10-я кавалерийская дивизия, 1-я, 2-я и 3-я Кубанские кавалерийские бригады и многочисленные пехотные подразделения, передвигавшихся на конных повозках. Ещё позже советские войска были усилены 12-й кавалерийской дивизией.
Войска Польши в битве состояли из 9-й пехотной дивизии, однако практически ни одно из её подразделений, участвовавших в битве, ни разу не было на фронте, за исключением 1-го танкового полка, состоявшего из двух рот и вооружённого 43 лёгкими танками Renault FT, и 13-го уланского полка. По большей части, Гродно обороняли остатки подразделений, участвовавших в битве при Вильно, учащиеся местного офицерского училища, мобилизованные железнодорожники и часовые, суммарной численностью около трёх тысяч человек. Также, позднее, на подкрепление пришла 18-я пехотная бригада, однако и та принадлежала к 9-й пехотной дивизии.

## Ход битвы

### 19 июля
Советские войска атаковали на рассвете 19 июля. После восьми часов трудных боёв, Красной армии удалось прорвать ряды польской пехоты. Стефан Мокшецкий бросил в бой все свои пехотные резервы, а затем приказал 2-й танковой роте под командованием второго лейтенанта Богдана Ежевского направиться на север, к деревне Грандичи, чтобы занять оборонительные позиции близ кладбища, за пределами города. Чуть позже началась вторая волна атаки РККА. Были разгромлены два эскадрона польской кавалерии, находившихся в резерве к востоку от Гродно. Однако, когда 10-я кавалерийская дивизия двинулась на запад, в сторону железной дороги, находившейся на восточной окраине города, советские войска были обстреляны танками 1-й танковой роты поляков, которые не были выгружены с платформ стоявших на железнодорожных путях, и выступили в роли импровизированного бронепоезда. Понеся большие потери, советская кавалерия была вынуждена отступить.
Несмотря на первоначальные успехи поляков, они были вынуждены оставить деревню Станиславов, расположенную к северо-востоку от Гродно, когда 2-я и 3-я Кубанские кавалерийские бригады двинулись на запад, в сторону пригорода Гродно, Девятовки. Мокшецкий в панике приказал всем польским войскам в Гродно вернуться в центр города, в окрестности железнодорожного вокзала и мостов через Неман, которые были взорваны поляками в 19 часов 30 минут, так как польский гарнизон уже находился под обстрелом советских войск. Взрыв мостов ещё больше осложнил положение поляков, так как подкреплению, направлявшемуся из Подляшья, пришлось искать обходной путь к польским частям.
Большая часть польского гарнизона отступил на юго-запад, перейдя Неман. В центре города остались лишь 3-й взвод 2-й танковой роты и несколько мелких пехотных подразделений. 3-й взвод не имел возможности связаться с другими подразделениями, и не был проинформирован об общем отступлении за реку. Большая часть польского гарнизона уже находилась в руках советской армии, однако 2-я танковая рота по-прежнему находилась севернее Гродно.
Ежевский, поняв, что его 3-й взвод отрезан от основных сил, предпринял попытку прорваться к автомобильному мосту через Неман, что ему удалось. При этом, во время прорыва не погиб ни один человек, хотя лишь один танк остался боеспособен: два вышли из строя из-за механических неисправностей, ещё два — были повреждены огнём 2-й Кубанской кавалерийской бригады — эти танки пришлось буксировать. Ежевского и его танки сопровождали 9 танкистов других подразделений и 25 пехотинцев из батальона охраны, также отделившихся от своего командира.
Танки 2-й роты медленно продвигались к центру города, в то время, как советская армия пыталась уничтожить их на узких улочках Гродно. Мокшецкий, понимая необходимость прорваться в центр города, направил в подкрепление 1-й взвод 1-й танковой роты под командованием А. Гловацкого. Однако тот не сразу обнаружил 3-й взвод, и отступил обратно за реку. Небольшая группа разведчиков всё-таки сумела найти остававшихся в центре Гродно солдат-танкистов. Спустя два часа ожесточённых боёв, они подошли к единственному сохранившемуся мосту через Неман, однако и тот был подожжён. Переправиться к основным силам польской армии сумели лишь два танка, остальные пришлось бросить.

### 20 июля
Ночью советские войска, несмотря на разрушение всех мостов, перешли Неман севернее Гродно. В это время к полякам прибыло подкрепление в виде 18-й пехотной бригады, принадлежавшей всё той же 9-й пехотной дивизии, под командованием бригадного генерала Александра Нарбутта-Лучиньского. Боевой задачей этой бригады было ликвидировать советские плацдармы на реке Неман, наступая на север по западному берегу. Однако, к этому времени войска РККА уже успели хорошо укрепиться на реке, и, вместо того, чтобы оттеснить красноармейцев к линии фортов XIX века, польская атака ни к чему не привела.
Польские танки отошли дальше на юго-запад и участвовали в стычке близ деревни Большая Ольшанка, примерно в четырёх километрах от города, используя ту же «тактику бронепоезда», которая вновь показала свою эффективность: советские войска были вынуждены отступить с высоты 177 и с форта № 5 к реке Неман, преследуемые польской пехотой при поддержке танков. Однако этот успех поляков оказался временным, так как 3-й кавалерийский корпус, перейдя реку, вновь возвратился на исходный берег севернее, после чего снова направился на юго-запад, в сторону Сокулки. Поляки были вынуждены отступить в Сокулку после затяжных боёв.

## Итог битвы
Поляки потерпели поражение в битве.

### Потери
В своих мемуарах Гай вспоминал, что битва при Гродно стоила ему «500 убитых и раненых, 400 лошадей и семь дней бесценного времени». Польские потери остаются неизвестными.

## Оценки
Ряд историков характеризуют исход битвы для поляков «в лучшем случае, как посредственный», объясняя факт поражения поляков при том, что они обладали значительным количеством танков, тем, что офицеры польской армии страдали от постоянного отступления и считали войну проигранной, приводя в пример отставку Густава Жигадловича с поста командующего 1-й армией и назначение на его место Яна Ромера.

## Последствия
Польская армия была вынуждена покинуть рубеж обороны Неман—Щара и перейти на более западный Нарев—Западный Буг.
2-я танковая рота была расформирована, танки в её составе — отправлены на ремонт в Лодзь. 18-я пехотная бригада и 1-я танковая рота участвовали в боях вдоль реки Нарев и, наконец, в Варшавской битве.